# Понашему (язык)
Пона́шему — немецко-нижнелужицкий смешанный язык. Лексика смешанная, грамматика в основном нижнелужицкая. Этот язык использовался до 50-х годов XX века, прежде всего в деревнях Шпревальда, где жили лужичане вместе с немцами. В городах этим смешанным языком редко пользовались, так как он имел деревенский имидж. В начале XXI века понашему почти не используется из-за вытеснения лужицкого языка немецким.

## Пример
Детский стишок 1890 года, записанный Вилибальдом фон Шуленбургом в Шпревальде:
- по-понашему: «Morgenrot, swinja tot. Škla grochow, zwerjcha knochow. Šklicka rajsa, zwerjcha šajsa.»
- по-немецки: «Morgenrot, Schweine tot. Schüssel Erbsen, oben Knochen. Schüssel Reis, oben Scheiß.»
- перевод: «На восход свинья помрёт. Блюдце с горошком, поверху — кости. Рис на подносе, сверху — охвостье.»